# Diecéze Oran
Diecéze Oran je diecéze římskokatolické církve, nacházející se v Alžírsku.

## Území
Diecéze zahrnuje severovýchodní část Alžírska, a to vilájety Aïn Témouchent, Mascara, Mostaganem, Oran, Relizane, Saida, Sidi Bel Abbès a Tlemcen; část Tiaretu a Naâma.
Biskupským sídlem je město Oran, kde se nachází hlavní chrám – katedrála Notre-Dame de Santa Cruz.
Rozděluje se do 6 farností. K roku 2016 měla 1500 věřících, 5 diecézních kněží, 6 řeholních kněží, 16 řeholníků a 41 řeholnic.

## Historie
Diecéze byla zřízena 25. července 1866 bulou Supremum pascendi papeže bl. Pia IX. a to z části území diecéze Alžír.

## Seznam biskupů
- Jean-Baptiste-Irénée Callot (1867–1875)
- Louis-Joseph-Marie-Ange Vigne (1876–1880)
- Pierre-Marie-Etienne-Gustave Ardin (1880–1884)
- Noël-Mathieu-Victor-Marie Gaussail (1884–1886)
- Géraud-Marie Soubrier (1886–1898)
- Edouard-Adolphe Cantel (1898–1910)
- Pierre-Firmin Capmartin (1911–1914)
- Christophe-Louis Légasse (1915–1920)
- Léon-Auguste-Marie-Joseph Durand (1920–1945)
- Bertrand Lacaste (1945–1972)
- Henri Antoine Marie Teissier (1972–1980)
- bl. Pierre Lucien Claverie, O.P. (1981–1996)
- Alphonse Georger (1998–2012)
- Jean-Paul Vesco, O.P., (2012–2021)
- Davide Carraro, P.I.M.E. (od 2023)